# Plaça de Sant Pere (Girona)
La Plaça de Sant Pere és una plaça pública del municipi de Girona inclosa en l'Inventari del Patrimoni Arquitectònic de Catalunya.

## Descripció
L'element més interessant de la plaça de St. Pere són el conjunt de cases de ponent que configuren un model tipològic de lloguer que es repetirà en altres zones de la ciutat. La façana s'estructura en planta (on normalment es troba el taller) i tres pisos amb balcons. S'emmarquen dins l'estil neoclàssic derivat de la França revolucionària, tendència que utilitza alguns estilemes de l'arquitectura clàssica a partir d'un purisme racionalista de gran austeritat.

## Història
L'any 1534 es parla ja de la plaça de Sant Pere com a tal. Fins aquell moment es feia referència al pla de Sant Pere. La urbanització, però, té l'origen en l'aiguat de 1843 que arrasà el barri de manera que calgué la seva reconstrucció. L'arquitecte municipal Bru Barnoya fou l'encarregat de presentar el projecte (1884) que consistia en la parcel·lació del terreny i el disseny uniforme de les façanes alineades, així com mesures urbanístiques (cobrir el riu Galligants i obrir un carrer entre les cases i la muralla) que no s'han portat a terme fins al nostre segle.